# Paleovalle
Un paleovalle es un relieve de valle enterrado en sedimentos y por tanto tiene cierta antigüedad. Los paleovalles son elementos recurrentes en el registro estratigráfico. Algunos paleovalles se forman en llanuras costeras y las zonas adyacentes y someras de plataformas continentales a consecuencia de la caída del nivel del mar lo que permite la erosión de valles nuevos que tras una subsecuente subida del nivel del mar y sedimentación terminan enterrados. Los sistemas de paleovalles son importantes intermediarios los sistemas de transportes de sedimento de origen a sumidero. La formación de paleovalles de bajo orden (e.g. cabeceras de sistemas de drenaje) puede darde en respuesta a cambios climáticos. La dirección de paleovalles indica el sentido de los antiguos ríos que existieron en el lugar y que no necesariamente siguen la misma dirección que el drenaje actual.
Algunos paleovalles en Australia y China son económicamente importantes al albergar depósitos de uranio.